# Skagerrak
Skagerrak (dánsky: [ˈskɛːjɐˌʁɑk], norsky: [ˈskɑ̀ːɡərɑk], švédsky: [ˈskɑ̌ːɡɛrak]) je průliv mezi Jutským poloostrovem v Dánsku, jihovýchodním pobřežím Norska a západním pobřežím Švédska. Přes Dánské úžiny spojuje Severní moře a oblast Kattegatu s Baltským mořem.
Skagerrakem vedou jedny z nejrušnějších námořních tras na světě, kudy proplouvají lodě ze všech koutů světa. Je zde také provozován intenzivní rybářský průmysl. Ekosystém je zatížen a negativně ovlivněn přímou lidskou činností. Oslo a Göteborg jsou jediná velká města v oblasti Skagerraku.

## Geografie
Oslofjord nedaleko Osla je součástí úžiny Skagerrak.

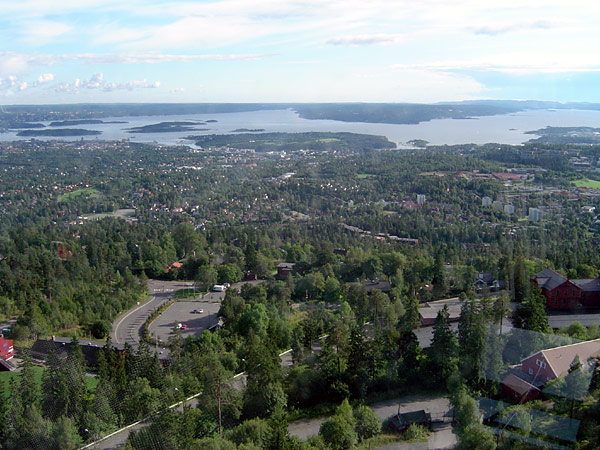
Oslelský fjord nedaleko Osla je součástí úžiny Skagerrak.

Skagerrak je 240 km dlouhý a 80 až 140 km široký. Směrem k norskému pobřeží se prohlubuje a v Norském příkopu dosahuje hloubky přes 700 m. Přístavy podél Skagerraku jsou například Oslo, Larvik a Kristiansand v Norsku, Skagen, Hirtshals a Hanstholm v Dánsku a Uddevalla, Lysekil a Strömstad ve Švédsku.
Skagerrak má průměrnou salinitu 80 praktických jednotek salinity, což je velmi nízká hodnota, blízká brakické vodě, ale srovnatelná s většinou ostatních pobřežních vod. Plocha, kterou má biomasa k dispozici, je přibližně 3 600 km² a zahrnuje širokou škálu stanovišť, od mělkých písčitých a kamenitých útesů ve Švédsku a Dánsku až po hloubky norského příkopu.
Na severu tečou dva proudy, méně slaný povrchový (rychlost 2 až 4 km/h) na západ a více slaný hlubinný na východ. Příliv je dvanáctihodinový do 0,4 m.

## Fauna
Průmyslově se zpracovávají sledi a platýsi.

## Doprava
Největší přístavy jsou v Norsku: Oslo, Kristiansand a Arendal.

## Historie
Ve Skagerraku se 31. května a 1. června 1916 odehrála bitva u Jutska. Jednalo se o největší námořní střetnutí 1. světové války mezi Německem a Spojeným královstvím.